# Nacional (cacao)
Pour les articles homonymes, voir Nacional et Arriba (homonymie).
Theobroma cacao nacional
Le Nacional, également nommé arriba, ou arriba nacional, est un cultivar de cacaoyer issu du forastero. Il est cultivé initialement en Équateur, pays où il a été mis au point, au pied de la cordillère des Andes, puis sa culture s'est étendue au Pérou.

## Histoire
La variété de cacao équatorienne appelée « Nacional » retrace sa lignée génétique jusqu'à 3 500 ans en arrière, jusqu'aux premiers cacaoyers connus domestiqués par l'humanité. 
Aux XVIIIe et XIXe siècles, le Nacional était considéré par de nombreux chocolatiers européens comme la source de cacao la plus convoitée au monde en raison de son arôme floral et de son profil de saveur complexe. C'était l'âge d'or du cacao équatorien, qui a pris fin brutalement en 1916, lorsqu'une épidémie de la maladie du balai de sorcière a dévasté la variété Nacional dans tout le pays.

## Description
Sa cabosse est verte avec des stries profondes. Ses arômes délicats (notes florales de jasmin, de fleur d'oranger, constituant l'arôme dit « arriba ») en font un cacao fin et aromatique à la production rare. 
Il ne constitue que 0,0012 % de la production mondiale en 2014.